# Labeobarbus malacanthus
Labeobarbus malacanthus es una especie de peces de la familia Cyprinidae, orden Cypriniformes.
Son peces dulceacuícolas de Guinea Ecuatorial que pueden llegar alcanzar los 15 cm de longitud total.